# Caffawerker
De caffatier of caffawerker was een vakman die werkzaam was in de productie van hoogwaardig textiel, in het bijzonder luxe zijden stoffen. Het is een historisch ambacht dat in de 17e eeuw een belangrijke rol had in de lakennijverheid van de Lage Landen.
Specifiek ging het bij de caffawerker om de vervaardiging van caffa, een zijden weefsel geborduurd met of voorzien van fluweelpatronen. Er waren verschillende soorten caffa, zoals fluweel, zijden stoffen met een satijnen of armezijden basis, en varianten met decoratieve motieven.